# Castellar de la Frontera
Castellar de la Frontera – gmina w Hiszpanii, w prowincji Kadyks, w Andaluzji, o powierzchni 178,84 km². W 2011 roku gmina liczyła 3202 mieszkańców.